# KBC バンド
KBC バンド (The Kantner Balin Casady Band) は、1973年に解散したジェファーソン・エアプレインのオリジナル・メンバーだったマーティ・バリン（ヴォーカル）とポール・カントナー（ヴォーカル、ギター）が、同バンドの2代目ベーシストだったジャック・キャサディを誘って1985年に結成したバンドである。

## 略歴
カントナーは1984年にジェファーソン・スターシップを脱退後、同年10月にバリンが率いるバンドと共にゴールデン・ゲート・パークのステージに立って、ジェファーソン・エアプレインのデビュー・シングル曲「イッツ・ノー・シークレット」を歌った。その後、バリンはカントナーに「しばらくの間、自分達と一緒に活動しないか」と提案し、カントナーはこの提案を受け入れた。
ジェファーソン・エアプレインを誕生させたカントナーとバリンが再開した共同活動は翌1985年の春頃までにさらに本格的になり、在籍していたホット・ツナが活動停止状態だったキャサディが参加した。彼等は自分達の苗字の頭文字に由来するKBC バンド (The Kantner Balin Casady Band）を名乗り、スリック・アギラー（ギター）やティム・ゴーマン（キーボード）らをメンバーに迎えた。
KBC バンドはベイ・エリアを中心にライブ活動を行ない、ジェファーソン・エアプレインとジェファーソン・スターシップの曲に自分達の新曲を織り交ぜてステージを務めた。1986年10月にアリスタ・レコードからアルバム『KBC バンド』を発表した。
カントナーはニカラグアのサンディニスタ民族解放戦線のメンバーであるノーラ・アストルガに招待され、クリス・クリストファーソンと共にニカラグアを旅して演奏し、現地の詩人、兵士、音楽家、囚人、司祭らと出会った。彼はこの経験を100ページ程の小冊子"Paul Kantner's Nicaragua Diary: How I Spent My Summer Vacation or I Was a Commie Dupe for the Sandinistas"にまとめて、自ら設立したLittle Dragon Pressより1987年に自費出版した。
同年を通じてKBC バンドは活動を続け、セカンド・アルバムの制作を計画したが、バリンが前進したいという衝動に再びかられてビデオ撮影を拒否してハワイでの休暇に発ってしまったので、アリスタ・レコードの援助を失ってしまった。その後、カントナーが突然脱退を決意したので、短い歴史の幕を閉じた。

## メンバー
- スリック・アギラー　Slick Aguilar – ギター、ヴォーカル
- マーティ・バリン　Marty Balin – ヴォーカル、ギター
- ジャック・キャサディ　Jack Casady – ベース
- Keith Crossan – サクソフォーン、ギター、ヴォーカル
- ティム・ゴーマン　Tim Gorman – キーボード、ヴォーカル
- ポール・カントナー　Paul Kantner – ギター、ヴォーカル
- Darrell Verdusco – ドラムス

## ディスコグラフィ

### アルバム
- KBC バンド (1986年)

### シングル
- It's Not You, It's Not Me / Dream Motorcycle[6]
- Hold Me / Mariel[7]
- No More Heartaches / Wrecking Crew[8]
- America / Wrecking Crew[9]